# National Petrochemical Company
National Petrochemical Company (Persisch: شرکت ملی صنایع پتروشیمی; auch NPC oder National Iranian Petrochemical Company (NIPC)) ist ein iranisches Unternehmen mit Firmensitz in Teheran. Das Unternehmen ist ein staatseigener Betrieb und gehört zum iranischen Ministerium für Erdöl. Das Ministerium ist verantwortlich für die Entwicklung und die Organisation des Erdölmarktes im Iran.

## Geschichte
1964, nach dem Beginn der Weißen Revolution, verabschiedete das Kabinett von Premierminister Hassan Ali Mansour einen Plan zum Aufbau der petrochemischen Industrie im Iran. Mohammad Reza Schah hatte in seinem 1960 veröffentlichten Buch „Im Dienste meines Landes“ auf die zukünftige Bedeutung der petrochemischen Industrie für den Iran hingewiesen. Im Frühjahr 1965 wurde dann ein Gesetz verabschiedet, auf dessen Grundlage der Aufbau der petrochemischen Industrie im Iran erfolgte. Baqer Mostiowfi übernahm die Leitung der NPC und begann mit den Planungen einer der größten petrochemischen Industrieanlagen der Welt. Als Industriepartner war die japanische Mitsui Group an dem Aufbau des Industriekomplexes beteiligt.
Neben der Verflüssigung von Gas und der Herstellung leichter Petroleumprodukte sollten die gesamte Palette der petrochemischen Produkte hergestellt und über den Hafen von Mahschahr verschifft werden. Der Produktionsbeginn war für 1980 vorgesehen. Bis 1978 waren die Anlagen und die für die Arbeiter und Angestellten errichtete neuen Stadt nahezu fertiggestellt. Die Gesamtbaukosten beliefen sich auf 10 Mrd. $.
Die Bauarbeiten wurden nach der Islamischen Revolution zunächst unterbrochen, später jedoch fortgesetzt. In dieser Zeit wurden petrochemische Anlagen in Isfahan, Arak, Chorasan, Orumiyeh und Täbris errichtet. Die Anzahl dieser Anlagen stieg von nur sechs im Jahr 1978 auf 39 in der Zeit nach der Islamischen Revolution und erhöhte die Produktion auf 15,8 Millionen Tonnen im Jahr 2005 und mehr als 40 Millionen Tonnen im Jahr 2010.
Gegenwärtig ist NPC der zweitgrößte Produzent und Exporteur von petrochemischen Produkten im Nahen Osten.

## Unternehmensbeteiligungen
- Khorasan Petrochemical Co.
- Tabriz Petrochemical Co.
- Esfehan Petrochemical Co.
- Arak Petrochemical Co.
- Kharg Petrochemical Co.
- Shiraz Petrochemical Co.
- Razi Petrochemical Co.
- Oromiyeh Petrochemical Co.
- Bandar Imam Petrochemical Co.
- Petrochemical Commercial Co.
- NPC International Co.
- Non-Basic Services Co.
- Petrochemical Development & Management Co.
- Bou Ali Project
- Arvand Project
- Amir Kabir Project
- Intra.Chem Trading Company